# Epitonium linctum
Epitonium linctum is een slakkensoort uit de familie van de Epitoniidae. De wetenschappelijke naam van de soort is voor het eerst geldig gepubliceerd in 1890 door de Boury & Monterosato.